# ネガティブファイター
「ネガティブファイター」は、Hey! Say! JUMPの29作目のシングル。2021年5月12日にジェイ・ストームから発売。

## 概要
初回限定盤1・2・通常盤の3形態での発売となり、初回盤1・2にはDVDまたはBlu-rayが付属する。CDのみの通常盤にはカップリング3曲とオリジナル・カラオケ4曲が収録される。
表題曲の「ネガティブファイター」は、メンバーの有岡大貴が初単独主演を務める日本テレビ系シンドラ『探偵☆星鴨』の主題歌であり、“ネガティブでも泣き虫人生でもいい、ありのままで飛び跳ねてみんなで歌おう”というメッセージが込められている。TikTokなどSNSを中心に活動するマルチクリエイター・うじたまいが楽曲を手掛け、同じくTikTokで人気のダンスボーカルユニット・新しい学校のリーダーズが振付を担当する。4月8日にはマルチクリエイティブチーム・NAG(NEO AVATAR GOVANANCE)が手掛けたフルCGのメンバーのネオアバターPVが公開され、動画公開後すぐにトレンド入りするなど話題になった。4月27日にはピンクを基調としたポップな衣装で、アバターPVと同じく“マッスルダンス”を踊る実際のメンバーが映ったオフィシャルPVも公開された。なお、両PVは初回盤1に特典として収録される。また、グループがイメージキャラクターを務めており、SHOWROOM株式会社が展開するバーティカルシアターアプリ「smash.」では縦型のMVが独占配信されている。さらに、メンバーが出演する同アプリの新CM「好きな人を、好きなだけ。」篇のCMソングに本楽曲が起用された。
通常盤収録曲の1つである「#502」（読み：ぱぐぴーす）はTikTok上で「ポケットからきゅんです!」が話題となったシンガーソングライターのひらめが提供を行い、2021年4月15日から20日にかけて同曲を使用したショートムービーが公開された。初回限定盤1には上記の動画に加え、メイキング風景を使用した「#502 Camera Roll Movie」が収録されている。同じく通常盤収録の「Letter」はボカロPとしての活動のほか、すとぷりなどの楽曲を手掛けているDECO*27が提供し、同年5月6日にはイラストレーターのゆりぼうによるプロモーション映像が公開された。
初回限定盤2収録曲の「Try & error」は2021年4月9日 - 11日にかけてJohnny's net onlineにて行われた生配信ライブ『Hey! Say! JUMP　Fab! -Live speaks.-』にて初披露され、その映像を使用したライブクリップが同月30日に公開された。
表題曲は2021年5月14日放送のテレビ朝日系『ミュージックステーション』にてテレビ初披露された。
本作の発売を記念し、2021年5月18日に『第一回 Hey!Say!JUMPオンラインミーティング』が生配信された。初回限定盤1、2、通常盤それぞれのCD封入用紙に印字されているシリアルコードを使用することで視聴可能。

## 封入特典
- 初回限定盤1・2 - 16P歌詞ブックレット[19]
- 通常盤 - 4面8Pブックレット[19]

## 収録曲

### CD

#### 通常盤
1. ネガティブファイター
作詞・作曲：うじたまい、編曲：吉岡たく
  - 有岡大貴主演 日本テレビ系シンドラ『探偵☆星鴨』主題歌[8]
  - Hey! Say! JUMP出演 SHOWROOM『smash.』CMソング[12]
2. #502
作詞・作曲：ひらめ、編曲：TOSHIKI NAGASAWA
数字はじゃんけんのパー、グー、ピースの指の数であり、「ぱぐぴーす」と読む[13]。
3. Letter
作詞・作曲：DECO*27、編曲：Rockwell
Hey! Say! JUMPから長年支え続けてくれたファンへの気持ちが「Letter」として込められた楽曲[20]。
4. 僕らの意味を
作詞・作曲：映秀。、編曲：映秀。/TomoLow
5. ネガティブファイター（オリジナル・カラオケ）
6. #502（オリジナル・カラオケ）
7. Letter（オリジナル・カラオケ）
8. 僕らの意味を（オリジナル・カラオケ）

#### 初回限定盤1/2
1. ネガティブファイター
2. Try & error
作詞：草川瞬、作曲：Andreas Öhrn/Chris Wahle/草川瞬/佐原康太、編曲：Chris Wahle/佐原康太
初回限定盤2のみ収録。

### DVD/Blu-ray

#### 初回限定盤1
1. 「ネガティブファイター」Video Clip & Making
2. 「ネガティブファイター」Promotion Video (ネオアバターVer.)
3. 「#502」Camera Roll Movie

#### 初回限定盤2
1. 「ネガティブファイター」Short Video Clip Solo Edition（Ryosuke Yamada Ver. / Yuri Chinen Ver. / Yuto Nakajima Ver. / Daiki Arioka Ver. / Yuya Takaki Ver. / Kei Inoo Ver. / Hikaru Yaotome Ver. / Kota Yabu Ver.）

## チャート成績
2021年5月18日発表のオリコン週間シングルランキングで、前作『Your Song』を上回る21.5万枚を売り上げ初登場1位となり、デビューシングルから29作連続1位の記録を更新した。